# Denis Juskov
Denis Igorevič Juskov (in russo Денис Игоревич Юсков?; Mosca, 11 ottobre 1989) è un pattinatore di velocità su ghiaccio russo.

## Palmarès

### Mondiali completi
- 2 medaglie:
  - 1 argento (Calgary 2015);
  - 1 bronzo (Heerenveen 2014).

### Mondiali distanza singola
- 7 medaglie:
  - 3 ori (1500 m a Soči 2013, 1500 m a Heerenveen 2015, 1500 m a Kolomna 2016);
  - 2 argenti (1000 m a Kolomna 2016, 1500 m a Gangneung 2017);
  - 2 bronzi (inseguimento a squadre a Heerenveen 2012, 1500 m a Inzell 2019).

### Europei completi
- 1 medaglia:
  - 1 bronzo (Čeljabinsk 2015).

### Europei distanza singola
- 3 medaglie:
  - 2 ori (1500 m e sprint a squadre a Kolomna 2018);
  - 1 argento (1000 m a Kolomna 2018).

### Coppa del Mondo
- Miglior piazzamento in classifica generale: 2º nel 2018.
- Vincitore della Coppa del Mondo dei 1500 m nel 2016.
- Miglior piazzamento nella Coppa del Mondo dei 1000 m: 4º nel 2018.
- 7 podi (4 individuali, 3 a squadre):
  - 4 vittorie (3 individuali, 1 a squadre);
  - 1 secondo posto (a squadre);
  - 2 terzi posti (1 individuale, 1 a squadre).

#### Coppa del Mondo - vittorie
| Data             | Luogo      | Stato       | Disciplina                                                   |
| ---------------- | ---------- | ----------- | ------------------------------------------------------------ |
| 12 febbraio 2012 | Hamar      | Norvegia    | Inseguimento a squadre (con Evgenij Lalenkov e Ivan Skobrev) |
| 10 febbraio 2013 | Inzell     | Germania    | 1500 m                                                       |
| 29 novembre 2013 | Astana     | Kazakistan  | 1500 m                                                       |
| 15 marzo 2014    | Heerenveen | Paesi Bassi | 1500 m                                                       |